# Joanna Connor
Joanna Connor (Brooklyn, New York, 1962. augusztus 31. –) amerikai bluesénekes, dalszerző, gitárvirtuóz.

## Életpályája
Connor Brooklynban született és a Massachusetts állambeli Worcesterben nőtt fel. 1984-ben Chicagóba költözött és azóta a chicagói bluesélet jelentős alakja olyan kiváló művészek mellett, mint  James Cotton, Junior Wells, Buddy Guy, és A.C. Reed. 1987-ben saját együttest szervezett és 1989-ben felvették első albumát a  Blind Pig Records lemezkiadónál.
2002-ben  Connor otthagyta a Blind Pig együttest és szerződést írt alá egy kis független lemezekiadóval, az M.C. Recordsszal-

## Diszkográfiája

### Albumok[6]
- 1989 Believe It! (Blind Pig Records)
- 1992 Fight (Blind Pig Records)
- 1993 Living On The Road (live; in-akustik)
- 1995 Rock & Roll Gypsy (Ruf Records)
- 1996 Big Girl Blues (Blind Pig Records)
- 1998 Slidetime (Blind Pig Records)
- 2001 Nothing But The Blues (live in Germany; in-akustik)
- 2002 The Joanna Connor Band (M.C. Records)
- 2003 Mercury Blues (M.C. Records)[7]
- 2008 Unplugged at Carterco, with Lance Lewis (musician) (Bluesblaster Records)
- 2010 Live 24 (live at Kingston Mines (blues club), Chicago; self-released)
- 2016 Six String Stories (M.C. Records)
- 2019 Rise (M.C. Records)

### Kislemezek
- 1995 Slippin' Away (Da Music/Deutsche Austrophon)